# 전국시도연구원협의회
전국시도연구원협의회(全國市道硏究院協議會, Korea Association of Regional Development Institute)는 지방연구원 상호간의 정보교류, 연구실적의 상호활용, 공동연구사업 등을 하기 위하여 설립된 단체이다. 제주특별자치도 제주시 아연로 253 (오라이동)에 있다.

## 설립 근거
- 지방자치단체출연 연구원의 설립 및 운영에 관한 법률[4]

## 회원 단체
| - 서울연구원 - 경기연구원 - 인천연구원 - 강원연구원 | - 충남연구원 - 충북연구원 - 대전세종연구원 | - 전북연구원 - 광주전남연구원 - 제주연구원 | - 대구경북연구원 - 부산연구원 - 울산연구원 - 경남연구원 | - 한국지방행정연구원 - 한국지방세연구원 |

## 같이 보기
- 전국시도지사협의회
- 전국시도의회의장협의회
- 전국시도교육감협의회
- 전국시장군수구청장협의회
- 한국지방행정연구원
- 한국지역진흥재단
- 지방공기업평가원